# Lamellodysidea chlorea
Lamellodysidea chlorea är en svampdjursart som först beskrevs av de Laubenfels 1954.  Lamellodysidea chlorea ingår i släktet Lamellodysidea och familjen Dysideidae. Inga underarter finns listade i Catalogue of Life.